# Attentat à la grenade de Dacca en 2004
L'attentat à la grenade à Dacca en 2004 a eu lieu lors d'un rassemblement antiterroriste organisé par la Ligue Awami sur l'avenue Bangabandhu le 21 août 2004. Il a fait 24 morts et plus de 300 blessés. L'attentat a été perpétré à 17 h 22 après que Sheikh Hasina, la chef de l'opposition, a eu fini de s'adresser à une foule de 20 000 personnes à l'arrière d'un camion. L'attaque la visait et elle a été blessée.

## Événements et victimes
Le chef de la Ligue Awami, Sheikh Hasina, avait pris la parole lors d'un rassemblement public sur l'avenue Bangabandhu, pour protester contre les explosions dont ont été victimes les travailleurs du parti à Sylhet. Le rassemblement a attiré une foule de 20 000 personnes. Alors qu'Hasina terminait son discours, 13 grenades ont été lancées dans la foule depuis les toits des immeubles voisins, tuant au moins 16 personnes sur le coup, 24 sont morts au total. L'explosion a fait plus de 300 blessés. Parmi les morts figurent le garde du corps d'Hasina, Mahbubur Rahman, et le secrétaire aux affaires féminines de la Ligue Awami, Ivy Rahman (en), qui a succombé à ses blessures trois jours plus tard,.

## Réaction
À la suite de l'incident, la Ligue Awami a appelé à un hartal national les 23 et 24 août 2004. Khaleda Zia, alors Première ministre du Bangladesh, condamne les attaques et promet une enquête approfondie pour attraper les coupables. Un train interurbain a été incendié par des militants de la Ligue Awami en grève à Bhairab. Ils ont également organisé des manifestations à Chittagong et ont déployé des drapeaux noirs à la vue de l'attaque. Un service funèbre pour les victimes à la mosquée nationale Baitul Mukarram a été suivi par 20 000 personnes. Les manifestations à Dacca ont été attaquées par des membres de la police du Bangladesh et du Jatiyatabadi Sramik Dal (en), l'aile ouvrière du Parti nationaliste du Bangladesh. Les militants du Jatiyatabadi Sramik Dal ont également attaqué et blessé six membres de la presse.
Le président des États-Unis, George W. Bush, s'est dit « choqué » par l'attentat et a transmis son message à la première ministre Khaleda Zia et au chef de l'opposition Sheikh Hasina par l'intermédiaire du secrétaire d'État des États-Unis, Colin Powell. L'attentat a également été condamné par le Royaume-Uni, les Pays-Bas, le Danemark, la France, l'Allemagne, l'Italie et la Suède.

## Enquête
La police bangladaise (en) a refusé d'enregistrer toute affaire criminelle déposée par la Ligue Awami du Bangladesh au sujet de l'attaque et n'a enregistré qu'un journal général. Le gouvernement a initialement refusé de remettre les corps des victimes. Des enquêteurs du Federal Bureau of Investigation et d'Interpol se sont rendus à plusieurs reprises au Bangladesh pour apporter un soutien technique. Le gouvernement a également tenté d'impliquer Mokhlesur Rahman, un militant de la Ligue Awami, et Shaibal Saha Partha. Ils ont été arrêtés par la police du Bangladesh,. Partha et Joj Miah ont été torturés en détention et forcés à faire de faux aveux. Une enquête menée par le barreau de la Cour suprême a accusé le gouvernement de détruire des preuves. Le gouvernement a également été critiqué pour avoir enterré à la hâte, au milieu de la nuit, deux cadavres non identifiés de l'attaque terroriste.
En 2004, le gouvernement de l'alliance dirigée par le Parti nationaliste du Bangladesh a chargé le département des enquêtes criminelles de la police de prévoir l'enquête. Ils ont découvert que Joj Miah, également connu sous le nom de Jamal Ahmed, originaire du district de Noakhali, ainsi que quatorze autres criminels du groupe terroriste Seven Star de Subrata Bain, avaient attaqué le rassemblement de la Ligue Awami. Ils se sont rencontrés à Moghbazar avant l'attaque, et ont répété sur une île éloignée avant l'attaque. Le gouvernement du Bangladesh a formé une commission d'enquête judiciaire dirigée par le juge Joynul Abedin. La Ligue Awami a rejeté la commission qui a rejeté la responsabilité de l'attaque sur un pays voisin. Le Daily Star a décrit Abedin comme une honte pour le système judiciaire du Bangladesh.
Le 26 juin 2005, Joj Mia, un petit délinquant, a avoué au magistrat sa participation au crime en vertu de l'article 164. L'histoire s'est effondrée à la suite du journalisme d'investigation qui a découvert des failles dans l'histoire officielle.
En 2007, après l'entrée en fonction du gouvernement soutenu par l'armée, de nombreux dirigeants du BNP et de la Ligue Awami ont été arrêtés par les agences gouvernementales et une nouvelle enquête a été ouverte sur cette affaire. Près d'un an plus tard, en novembre 2007, Mufti Hannan (en), un dirigeant militant de Gopalganj qui avait été arrêté par le gouvernement dirigé par le BNP en 2005, a révélé que l'attentat avait été perpétré par l'organisation militante Harkat-ul-Jihad-al-Islami dont il était un dirigeant. Il a également admis avoir reçu le soutien de Maulana Tazuddin, frère du leader du BNP et ancien vice-ministre Abdus Salam Pintu, pour coordonner l'attaque. D'après sa déclaration, Pintu avait connaissance de l'attentat.
En 2009, la Ligue Awami a décidé de lancer une enquête plus approfondie sur l'incident et a nommé Abdul Kahar Akhand (en), un fonctionnaire du CID à la retraite, comme responsable de l'enquête. La même année, Abdul Majed Bhat, alias Yusuf Bhat, a fait des aveux dans lesquels il a donné des détails sur l'origine de la grenade utilisée dans l'attaque. Il a affirmé que Muzaffar Ahmad Shah du Tehrik-e-Jihad Islami (TEJI) avait donné les grenades à Maulana Tajuddin pour qu'il les envoie à des groupes militants indiens. Tajuddin, au lieu de les envoyer en Inde, les a gardées avec lui. Selon Yusuf Bhat, ces grenades ont ensuite été remises à Mufti Hannan pour qu'il mène l'attaque.
Deux ans plus tard, en 2011, Mufti Hannan a fait une nouvelle confession impliquant de nombreux grands noms, principalement des dirigeants du BNP et d'anciens responsables du gouvernement, dont le fils de la leader de l'opposition et ancienne première ministre Khaleda Zia, Tarique Rahman, l'ancien vice-ministre Abdus Salam Pintu, l'ancien député Kazi Shah Mofazzal Hossain Kaikobad (en) et certains fonctionnaires du ministère de l'Intérieur, de la police, de la Direction générale du renseignement des forces (DGFI), du renseignement de sécurité nationale (en) (NSI) et du bureau du Premier ministre (PMO) impliqués dans la planification de l'attentat. Dans sa déclaration, le Mufti Hannan a affirmé que l'attentat visait à détruire les hauts dirigeants de la Ligue Awami, dont Sheikh Hasina, et le dirigeant du BNP, Tarique Rahman, ainsi que le dirigeant du Jamaat, Ali Ahsan Mohammad Mujahid (en). Le ministre de l'Intérieur de l'époque, Lutfuzzaman Babor, leur a assuré le soutien du gouvernement,.

## Auteurs
Le chef du Harkat-ul-Jihad-al-Islami (HUJI), Mufti Abdul Hannan (en), a été arrêté le 30 septembre 2005 pour les attaques à la grenade, et a ensuite été inculpé dans le cadre de cette affaire. Il aurait avoué les attentats en novembre 2007. Il a été condamné à mort en décembre 2008 pour avoir tenté de tuer Anwar Choudhury en 2004. En mars 2012, le fils de la dirigeante de l'opposition et ancienne première ministre Khaleda Zia, Tarique Rahman, et 28 autres personnes, dont Lutfozzaman Babar ont été jugés par contumace pour leur implication présumée dans l'attentat. Les actes d'accusation supplémentaires accusent Huji, des dirigeants influents du Parti nationaliste du Bangladesh (BNP) et du Jamaat, dont l'ancien vice-ministre Abdus Salam Pintu, l'ancien député Kazi Shah Mofazzal Hossain Kaikobad et certains fonctionnaires du ministère de l'Intérieur, de la police, de la DGFI, de la NSI et du PMO d'avoir participé à la planification de l'attentat.
Jamal Ahmed, également connu sous le nom de Joj Mia, a été contraint de faire de faux aveux. Il a été contraint d'impliquer le groupe Seven-Star, dirigé par Subrata Bain, sous la torture des forces de sécurité pendant le règne du BNP.
Lutfozzaman Babar, alors ministre d'État aux affaires intérieures, Harris Chowdhury, secrétaire politique du premier ministre de l'époque, Khaleda Zia, Ali Ahsan Mohammad Mojaheed, secrétaire général de la Jamaat et ministre de la protection sociale de l'époque, le général Abdur Rahim et le général de brigade Rezzakul Haider Chowdhury, directeur de la DGFI, ont orchestré l'attentat, selon l'acte d'accusation. L'implication de Tarique Rahman est également alléguée dans l'acte d'accusation.

## Accusations et condamnations
Le 10 octobre 2018, un tribunal spécial, a rendu des verdicts dans les affaires concernées et a accusé 49 personnes au total. Il a jugé que l'attaque à la grenade « était un plan bien orchestré, exécuté par un abus de pouvoir de l'État ». Le juge Shahed Nuruddin a déclaré : « Les grenades mortelles spécialisées Arges, utilisées dans les guerres, ont été lancées en plein jour dans le bureau central de la Ligue Awami, 23 avenue Bangabandhu, avec l'aide de l'appareil d'État de l'époque ». 38 personnes ont été reconnues coupables d'homicide volontaire, de planification et d'association de malfaiteurs.
Les 38 personnes ont également été reconnues coupables de blessures graves infligées à des victimes dans le cadre d'une intention commune, d'une planification et d'une association de malfaiteurs et ont été condamnées à 20 ans de prison. Pour l'accusation d'avoir hébergé les délinquants, les anciens inspecteurs généraux de police Ashraful Huda (en) et Shahudul Haque (en) ont été condamnés à deux ans de prison. Pour l'accusation d'avoir hébergé et protégé les délinquants, Saiful Islam Duke (en), Saiful Islam Joarder (en), ATM Amin ont été condamnés à quatre ans de prison. Pour l'accusation d'avoir trompé l'enquête et d'avoir inventé l'histoire de "Joj Mia", l'IGP Khoda Baksh Chowdhury, le SP du CID Ruhul Amin, les ASPs du CID Abdur Rashid et Munshi Atikur Rahman ont été condamnés à deux ans de prison.
Au total, 18 condamnés étaient en fuite au moment du verdict.